# Mattermost
Mattermost — вільна система обміну повідомленнями, орієнтована на забезпечення комунікації розробників і співробітників підприємств.
Початковий код серверної частини проекту написаний мовою Go і поширюється під ліцензією MIT. Вебінтерфейс і мобільні застосунки написані на JavaScript з використанням React, десктоп-клієнт для Linux, Windows і macOS побудований на платформі Electron. Як СКБД можуть застосовуватися MySQL і PostgreSQL.
Mattermost позиціонується як відкрита альтернатива системі організації комунікацій Slack чи Microsoft Teams, і дозволяє отримувати і відправляти повідомлення, файли і зображення, відстежувати історію переговорів і отримувати повідомлення на смартфоні або ПК. Підтримуються підготовлені для Slack модулі інтеграції, а також надана велика колекція власних модулів для інтеграції з Jira, GitHub, IRC, XMPP, Hubot, Giphy, Jenkins, GitLab, Trac, BitBucket, Twitter, Redmine, SVN і RSS/Atom.

## Історія
Код спочатку був власницьким, і Mattermost використовувався як внутрішній інструмент чату всередині SpinPunch, студії розробників ігор, але згодом став відкритим. Випуск 1.0 вийшов 2 жовтня 2015 року.
Проект підтримується та розробляється Mattermost Inc. Компанія генерує кошти, продаючи служби підтримки та додаткові функції, яких немає у відкритому варіанті.
Є настільні клієнти для Windows, MacOS та Linux, а також мобільні програми для iOS та Android.
У ЗМІ Mattermost здебільшого розглядають як альтернативу більш популярному Slack. Він також був інтегрований в GitLab як "GitLab Mattermost", хоча в 2017 році GitLab придбав Gitter, ще один популярний інструмент чату.

## Виноски
1. ↑  Mattermost Changelog. github.com. 2019. Архів оригіналу за 25 липня 2020. Процитовано 2 листопада 2019.
2. ↑  Release 5.6.0 — 2018.
3. ↑  Baker, Jason (17 серпня 2017). 5 open source alternatives to Slack for team chat. Opensource.com (англ.). Архів оригіналу за 6 квітня 2019. Процитовано 12 квітня 2019.
4. ↑  Henrique, Gustavo (27 січня 2019). 10 tools written in Go that every developer needs to know • Gustavo Henrique. Gustavo Henrique (англ.). Архів оригіналу за 12 квітня 2019. Процитовано 12 квітня 2019.
5. ↑  Finley, Klint (16 березня 2016). Open Sourcers Race to Build Better Versions of Slack. Wired. ISSN 1059-1028. Архів оригіналу за 9 березня 2017. Процитовано 15 липня 2019.
6. 1 2 3  Mattermost's License. github.com. 1 серпня 2018. Архів оригіналу за 1 червня 2019. Процитовано 16 грудня 2018.
7. ↑  Mattermost's License. github.com. 2018. Архів оригіналу за 26 серпня 2020. Процитовано 16 грудня 2018.
8. ↑  Asay, Matt (6 лютого 2019). How open source Mattermost is sneaking up on Slack's messaging empire. TechRepublic (англ.). Архів оригіналу за 15 липня 2019. Процитовано 15 липня 2019.
9. 1 2  Why we made Mattermost  an open source Slack-alternative | Mattermost. www.mattermost.org (амер.). Архів оригіналу за 21 жовтня 2018. Процитовано 21 жовтня 2018.
10. ↑  Open source Slack-alternative reaches 1.0: Self-host ready, Slack-compatible, MIT licensed - Mattermost Private Cloud Messaging. Mattermost Private Cloud Messaging (амер.). 2 жовтня 2015. Архів оригіналу за 21 жовтня 2018. Процитовано 21 жовтня 2018.
11. ↑  Crunchbase. Архів оригіналу за 21 жовтня 2018. Процитовано 21 жовтня 2018.
12. ↑  Quelloffene Slack-Alternative zum Selbsthosten: Mattermost 1.0 in der Kurzvorstellung. t3n News (нім.). Архів оригіналу за 23 листопада 2017. Процитовано 21 жовтня 2018. [Архівовано 2017-11-23 у Wayback Machine.]
13. ↑  Mattermost - Open-Source-Alternative zu Slack. entwickler.de (de-DE) . 23 жовтня 2015. Архів оригіналу за 21 жовтня 2018. Процитовано 21 жовтня 2018. [Архівовано 2018-10-21 у Wayback Machine.]
14. ↑  Five Open-Source Slack Alternatives »  okTurtles Blog. blog.okturtles.org (амер.). Архів оригіналу за 6 грудня 2018. Процитовано 21 жовтня 2018.
15. ↑  Shaw, Russley (9 травня 2017). Which Chat Platform Should I Use?. Russley Shaw. Архів оригіналу за 21 жовтня 2018. Процитовано 21 жовтня 2018.
16. ↑  GitLab Mattermost, an open source on-premises Slack alternative. GitLab (англ.). 18 серпня 2015. Архів оригіналу за 21 жовтня 2018. Процитовано 21 жовтня 2018.
17. ↑  GitLab acquires software chat startup Gitter, will open-source the code. VentureBeat (амер.). 15 березня 2017. Архів оригіналу за 4 грудня 2018. Процитовано 21 жовтня 2018.